# Energia meccanica

La somma di energia potenziale e energia cinetica rimane costante

L'energia meccanica è la somma di energia cinetica ed energia potenziale attinenti allo stesso sistema, da distinguere dall'energia totale del sistema in cui rientra anche l'energia interna.
Quando due sistemi si scambiano tra loro energia meccanica, tale energia in transito è definita lavoro. Dunque l'energia meccanica può essere posseduta da un sistema e scambiata con altri sistemi, mentre il lavoro corrisponde solamente alla parte di energia meccanica che è scambiata.

## Sistemi scleronomi conservativi
Per un sistema scleronomo e in presenza di sole forze conservative si dimostra che l'energia meccanica costituisce un integrale di moto, cioè si conserva, e coincide con l'hamiltoniana meccanica. La dimostrazione più semplice discende direttamente dal teorema dell'energia cinetica: se il lavoro compiuto dalle forze è pari alla variazione di energia cinetica del sistema:
{\displaystyle W_{AB}=T(B)-T(A)=\Delta T}
Se le forze sono conservative è possibile esprimere il lavoro come variazione di energia potenziale:
{\displaystyle \mathbf {F} =-\mathbf {\nabla } U}
{\displaystyle W_{AB}=\int _{A}^{B}\mathbf {F} \cdot \operatorname {d} \mathbf {s} =-\int _{A}^{B}\mathbf {\nabla } U\cdot \operatorname {d} \mathbf {s} =-(U(B)-U(A))=-\Delta U}
si ottiene che la variazione di energia cinetica più la variazione di energia potenziale è identicamente nulla, cioè:
{\displaystyle \Delta T+\Delta U=\Delta (T+U)=0}
avendo battezzato la quantità T+U energia meccanica totale del sistema.

### Campo gravitazionale

Un corpo in un campo gravitazionale (conservativo) è dotato di una certa energia potenziale dipendente unicamente dall'altezza rispetto ad un punto di riferimento. Se lo lasciamo libero, in assenza di forze dissipative come l'attrito con l'aria, l'energia potenziale iniziale, a mano a mano che cade, si trasforma in energia cinetica (cresce la velocità) mentre la somma delle due energie rimane la stessa.
Chiamando {\displaystyle h(t)=h} e {\displaystyle v(t)=v} rispettivamente la quota rispetto ad un riferimento fisso e la velocità di un corpo all'istante t, e {\displaystyle h(0)=h_{0}} e {\displaystyle v(0)=v_{0}} le stesse quantità all'istante iniziale t=0, abbiamo:
{\displaystyle \Delta T=-\Delta U}
cioè
{\displaystyle {\frac {1}{2}}m(v^{2}-v_{0}^{2})=-mg(h-h_{0})}
che possiamo scrivere come
{\displaystyle {\frac {1}{2}}mv^{2}+mgh={\frac {1}{2}}mv_{0}^{2}+mgh_{0}.}
Il primo membro della precedente esprime l'energia meccanica totale T + U del sistema al tempo t, che è costante ed uguale all'energia meccanica {\displaystyle (T+U)_{0}} del sistema all'istante t=0. Quindi:
{\displaystyle {\frac {1}{2}}mv^{2}+mgh=(T+U)(t)=(T+U)_{0}\quad (={\mbox{cost.}})}
Alla fine della caduta, quando il corpo urta il pavimento ed è di nuovo fermo, l'energia cinetica è nuovamente nulla, e poiché anche l'energia potenziale è diminuita, concludiamo che in questo evento l'energia meccanica si sia dissipata (in seguito ad un urto anelastico). In realtà l'energia meccanica scomparsa risulta essersi convertita in energia termica e, eventualmente, onde sonore: misurando la temperatura dell'oggetto possiamo infatti riscontrarne un lieve aumento, oltre a notare, nel caso in cui sia presente, una perturbazione dell'eventuale mezzo in cui avviene l'urto. Questo è un fatto generale: le leggi di conservazione della fisica implicano la conservazione dell'energia nei sistemi isolati.

### Pendolo di Maxwell
Il pendolo di Maxwell fornisce un ottimo esempio del principio di conservazione dell'energia meccanica. Il sistema è costituito da un volano. Due fili sono avvolti nello stesso verso attorno all'asse del volano, mentre le estremità opposte sono collegate ad un sostegno orizzontale. Il volano è caricato avvolgendo i fili attorno all'asse, in modo tale che il volano si trovi ad una certa altezza rispetto al piano di riferimento. Se lasciato andare, il volano inizia a scendere ed acquista velocità. Arrivato al punto più basso consentito dallo srotolamento dei fili, il pendolo si riavvolge nel verso opposto e risale. In condizioni ideali, esso tornerebbe alla stessa quota di partenza; tuttavia, per la presenza di attriti con i fili e con il mezzo (l'aria), il moto risulta essere invece smorzato, e dopo un certo numero di oscillazioni il pendolo si ferma nel punto più basso consentito dai fili.
Per determinare il periodo di tale pendolo, ovvero il tempo impiegato dal volano per scendere e risalire, si utilizza il principio di conservazione dell'energia:
{\displaystyle \Delta T=-\Delta U}
ovvero le variazioni di energia cinetica, sia di traslazione che rotazionale, compensano le variazioni di energia potenziale. Avendo preso come asse di riferimento l'asse h diretto verso l'alto e come piano di riferimento quel piano orizzontale sul quale giace il punto più basso raggiunto dal volano, alla massima altezza hmax l'energia è tutta potenziale, mentre nel punto più basso (h = 0) l'energia è tutta cinetica. Se h e v sono le generiche altezza e velocità all'istante t, possiamo esplicitare la conservazione dell'energia:
{\displaystyle mgh_{max}-mgh(t)=-\left({\frac {1}{2}}m[v(t)]^{2}+{\frac {1}{2}}I[\omega (t)]^{2}\right).}
Se esprimiamo I, il momento di inerzia del volano, come kmr2, con k coefficiente adimensionale, la precedente può essere scritta nel seguente modo (ricordando che v = ω r):
{\displaystyle mgh-mgh_{max}={\frac {1}{2}}mv^{2}+{\frac {1}{2}}kmv^{2}={\frac {1+k}{2}}mv^{2}.}
Deriviamo ambo i membri rispetto al tempo (ricordando di includere tutte le dipendenze temporali e di applicare correttamente la regola di derivazione delle funzioni composte):
{\displaystyle mgv=(1+k)mva\quad \Rightarrow \quad a={\frac {g}{1+k}}}
La legge oraria di un corpo uniformemente accelerato è data da:
{\displaystyle \Delta h=h(t)-h_{max}={\frac {1}{2}}at^{2}}
Imponendo che Δh sia pari alla massima estensione del volano (cioè h(t) = 0), si ricava il tempo t nel quale il volano raggiunge il fondo (il periodo T è esattamente il doppio):
{\displaystyle h_{max}={\frac {-g}{2(1+k)}}t^{2}\quad \Rightarrow \quad t^{2}=2h_{max}{\frac {1+k}{-g}}\quad \Rightarrow \quad t={\sqrt {2h_{max}{\frac {1+k}{-g}}}}}
Quindi, in definitiva:
{\displaystyle T=2{\sqrt {2h_{max}{\frac {1+k}{-g}}}}}

### Urti elastici di un corpo contro un bersaglio fermo
Consideriamo un corpo di massa m con velocità iniziale {\displaystyle v_{i}} che urti elasticamente un altro corpo, inizialmente fermo, di massa M.
Dato che l'urto è elastico, l'energia meccanica dell'intero sistema deve conservarsi. Dato che in un urto agiscono forze impulsive è possibile trascurare le altre forze in gioco (es. gravitazionale), quindi l'energia del sistema è data dalla somma delle energie cinetiche dei corpi. Inoltre, dato che in un urto, per definizione, si considera il sistema come isolato, si conserva la quantità di moto. Chiamando vM la velocità finale del bersaglio, otteniamo il sistema:
{\displaystyle {\begin{cases}T_{i}=T_{f}\\P_{i}=P_{f}\end{cases}}}
{\displaystyle {\begin{cases}{\frac {1}{2}}mv_{i}^{2}={\frac {1}{2}}mv_{f}^{2}+{\frac {1}{2}}Mv_{M}^{2}\\mv_{i}=mv_{f}+Mv_{M}\end{cases}}}
Si ricava facilmente, ricavando vM dalla seconda equazione e sostituendo nella prima:
{\displaystyle v_{f}={\frac {(m-M)}{(m+M)}}\cdot v_{i}=\mu v_{i}}
dove μ è un coefficiente adimensionale che indica il rapporto tra la velocità finale e quella iniziale. Si ricava immediatamente l'energia cinetica finale del proiettile
{\displaystyle T_{f}={\frac {1}{2}}mv_{f}^{2}={\frac {1}{2}}m\left[\mu v_{i}\right]^{2}}
ovvero
{\displaystyle T_{f}=\mu ^{2}T_{i}}
l'energia cinetica del corpo, dopo l'urto, è uguale a quella iniziale per un coefficiente positivo μ2 detto di restituzione.

## Sistemi scleronomi non conservativi
Non sempre le forze che agiscono su un sistema sono conservative, e non sempre l'energia meccanica, dunque, si conserva. Siano allora FC e FNC rispettivamente la somma di tutte le forze conservative e non conservative. Il lavoro da esse compiuto è allora:
{\displaystyle W=W_{\operatorname {C} }+W_{\operatorname {NC} }}
Per il teorema dell'energia cinetica, il lavoro corrisponde alla variazione totale di energia cinetica del sistema:
{\displaystyle W=\Delta T}
mentre, essendo FC forze conservative, è possibile ad esse associare una funzione potenziale U tale che il lavoro di tali forze possa essere espresso come:
{\displaystyle W_{\operatorname {C} }=-\Delta U}
In questo modo, sostituendo nell'espressione del lavoro, si ha:
{\displaystyle \Delta T=-\Delta U+W_{\operatorname {NC} }\qquad \Rightarrow \qquad \Delta (T+U)=W_{\operatorname {NC} }}
Ora a primo membro si riconosce la variazione di energia meccanica del sistema, prova che le variazioni di energia meccanica di un sistema sono dovute esclusivamente al lavoro compiuto dalle forze non conservative sul sistema.
Un esempio di forza non conservativa, preso dall'esperienza di tutti i giorni, è la forza d'attrito. Sebbene in natura non esistano forze non conservative (a livello microscopico), la forza d'attrito è considerata non conservativa, in primo luogo perché essa, in generale, non è costante, perlomeno in direzione e verso; in secondo luogo perché gli effetti che essa produce (generalmente surriscaldamento delle parti a contatto) non sono conteggiati nel computo dell'energia meccanica. Analogamente, non sono conteggiati i contributi del campo elettromagnetico che produce un lavoro non conservativo e dipendente dallo spostamento.